# Clifford A. Jones
Clifford Aaron Jones Sr. (* 19. Februar 1912 in Long Lane, Dallas County, Missouri; † 16. November 2001 in Las Vegas, Nevada) war ein US-amerikanischer Politiker. Zwischen 1947 und 1955 war er Vizegouverneur des Bundesstaates Nevada.

## Werdegang
Clifford Jones besuchte das College an der University of Missouri. Im Jahr 1931 zog er mit seiner Familie nach Las Vegas in Nevada, wo er am Bau des Hoover Dam mitarbeitete. Nach einem Jurastudium an der University of Missouri und seiner 1938 erfolgten Zulassung als Rechtsanwalt begann er in Las Vegas in diesem Beruf zu arbeiten. Politisch schloss er sich der Demokratischen Partei an. 1940 wurde er in die Nevada Assembly gewählt, wo er demokratischer Fraktionschef und Vorsitzender des Justizausschusses war. Während des Zweiten Weltkrieges diente Jones als Soldat der US Army in Europa. Dabei stieg er bis zum Oberstleutnant auf. Für seine militärischen Leistungen wurde er mit mehreren Orden ausgezeichnet, darunter der Bronze Star mit Oak Leaf Cluster. Nach seiner Rückkehr war er für ein Jahr Richter im Clark County.
1946 wurde Jones an der Seite von Vail M. Pittman zum Vizegouverneur von Nevada gewählt. Dieses Amt bekleidete er nach einer Wiederwahl zwischen 1947 und 1955. Dabei war er Stellvertreter des Gouverneurs und Vorsitzender des Staatssenats. Seit 1951 diente er unter dem neuen Gouverneur Charles H. Russell. Seine politische Laufbahn wurde später durch einen Skandal beendet. Nach seiner Zeit als Vizegouverneur praktizierte er wieder als Anwalt. Außerdem war er auch in anderen Geschäftsbereichen erfolgreich. Er war an der Gründung der Bank of Las Vegas, der späteren Valley Bank of Nevada, beteiligt. Überdies hielt er Anteile an einigen Spielkasinos in Las Vegas. Im Jahr 1993 zog er sich in den Ruhestand zurück. Clifford Jones starb am 16. November 2001 in Las Vegas.